# Zabalegui
Zabalegui (Zabalegi en euskera) es una localidad española y un concejo de la Comunidad Foral de Navarra perteneciente al Valle de Elorz. Está situada en la Merindad de Sangüesa, en la Cuenca de Pamplona y a 12,5 km de la capital de la comunidad, Pamplona. Su población en 2014 fue de 34 habitantes (INE).
Cuenta con una iglesia medieval ampliada en el siglo XVI. Destacan las bóvedas que se van complicando conforme se van acercando al presbítero, donde termina siendo estrellada. Tiene retablo romanista del siglo XVII, la parte más interesante es el sagrario, con figuras que recuerdan a las de Miguel Ángel, también se encuentra una pila bautismal medieval, un Crucificado Barroco, y la Virgen del Rosario del siglo XVII.

## Geografía física

### Situación
La localidad está situada en el centro del Valle de Elorz, a una altitud de 550 m s. n. m. Su término concejil tiene una superficie de 2,1 km² y limita al norte con el concejo de Zulueta, al este con el de Elorz y el municipio de Monreal, al sur con el concejo de Ezperun, y al oeste con el de Torres de Elorz.

## Demografía

### Evolución de la población
| Gráfica de evolución demográfica de Zabalegui entre 2000 y 2010 |
|                                                                 |
| Datos según el nomenclátor publicado por el INE.                |

## Festividad
La Romería de Pentecostés a Zabalegui, se perdió pero fue recuperada hace unos años. El segundo día de Pentecostés, todos los pueblos se dirigen a Zabalegui, encabezando cada procesión con la cruz parroquial y el cura de cada pueblo. Las campanas anuncian la llegada de los pueblos y las cruces se saludan.

## Comunicaciones
| Eskualdeko Hiri Garraioa/Transporte Urbano Comarcal |   |
| Taxi Iruñerria                                      |   |
| Zona                                                | B |
| Estaciones                                          |   |